# Steinreich
Steinreich är en kommun i Landkreis Dahme-Spreewald i förbundslandet Brandenburg i Tyskland. Kommunen bildades den 31 december 2002 genom en sammanslagning av de tidigare kommunerna Glienig och Sellendorf. Kommunen ingår i kommunalförbundet Amt Unterspreewald.